# Primulina xiuningensis
Primulina xiuningensis là một loài thực vật có hoa trong họ Tai voi (Gesneriaceae). Loài này có ở An Huy (Trung Quốc); được X.L.Liu & X.H.Guo mô tả khoa học đầu tiên năm 1989 dưới danh pháp Chiritopsis xiuningensis. Năm 2011, Mich.Möller & A.Weber chuyển nó sang chi Primulina.